# شانون رادرفورد
شانون روترفورد (به انگلیسی: Shannon Rutherford) نام شخصیت داستانی مجموعه تلویزیونی گمشدگان محصول کانال ای‌بی‌سی آمریکا است که توسط مگی گریس ایفا می‌شود. روترفورد خواهر ناتنی بون کارلیل است.
شانون مبتلا به تنگی نفس است. وی در جزیره به سعید علاقه‌مند می‌شود. او سرانجام توسط آنا لوسیا اشتباهاً کشته می‌شود.